# Wieragrund von Schwalmstadt
Koordinaten: 50° 53′ 33″ N, 9° 9′ 30″ O
Das Naturschutz- und FFH-Gebiet Wieragrund von Schwalmstadt liegt auf dem Gebiet der Stadt Schwalmstadt im Schwalm-Eder-Kreis in Hessen.
Das etwa 72,3 ha große Gebiet wurde im Jahr 1978 unter der Kennung 1634003 unter Naturschutz gestellt, 2008 flächen- und namensleich als FFH-Gebiet. Es erstreckt sich südwestlich von Treysa und nordöstlich von Wiera, beide Stadtteile von Schwalmstadt, entlang der Wiera, einem linken Zufluss der Schwalm. Am westlichen Rand des Gebietes verläuft die B 454.